# 兴森科技
深圳市兴森快捷电路科技股份有限公司，簡稱深圳市兴森快捷电路科技股份、深圳市兴森快捷电路科技、深圳市兴森快捷电路、深圳市兴森快捷、兴森股份，以及兴森科技（英語：Shenzhen Fastprint Circuit Tech Co.,Ltd.，深交所：002436），是在1999年，由邱醒亚先生創立，現時經營印制电路板样板、快件、小批量板的设计及制造服务商。
總部位於深圳南山区深南路科技园工业厂房25栋1段3层。其股份自2010年6月18日，在深圳證券交易所中小企業板上市，主要地區包括深圳、北京、大连、天津、西安、武汉、上海、南京、苏州、杭州、成都、广州、福建、青岛等廠房生產及銷售點。

## 連結
- ChinaFastprint.com （页面存档备份，存于）